# サピアタワー
サピアタワー (SapiaTower) は、東京都千代田区丸の内1丁目に所在する超高層ビル。名称は英語で知恵を意味するサピエンス (sapience) に由来する。東日本旅客鉄道（JR東日本）グループのJR東日本ビルディングが運営しており、計画段階では（仮称）JR東日本 東京駅日本橋口ビルと呼ばれていた。

## 概要
JR東日本が推進した東京駅および周辺地区の再開発事業「東京ステーションシティ」において最初に完成した施設である。建物は大きくわけて、オフィス、ホテル、コンファレンスの3つの機能で構成され、オフィス部分にはサピアタワーの名称にふさわしく、大学等教育機関や専門色の強いテナントも入居し、その支援施設として、会議・交流・宿泊機能がタワー内に備えられた。

## 施設構成

### 低層部
1階～6階の低層部は、ロビー・店舗・コンファレンス・ピロティからなり、このうち4階から6階は、総貸室面積約1800㎡の「東京ステーションコンファレンス」が配され、大小様々なタイプの貸会議室26ルーム、最大500名収容可能なサピアホール等が設けられた。
店舗
- スターバックスコーヒー
- 銀座ワイン食堂 パパミラノ
- ファミマ!!

### 中高層部
3階にオフィスロビーを置き、7階～26階をオフィス用途とした。研究開発部門や大学の教室としても対応可能な仕様とし、小規模なテナントニーズにも対応できるように、空調等のゾーニングもきめ細かく設定。またセキュリティ対策として、品川イーストビルに続きSuica対応のビル入館システムも採用されている。
8階～10階の3フロアはJR東日本相談役松田昌士（当時）のアイデアの下、大学向けに用意されたもので、社会人向けの授業の教室や就職を控えた在学生の支援拠点などに利用されている。
| クリニック - 榊原サピアタワークリニック（医療法人社団榊原厚生会） - アルツクリニック東京（医療法人社団平仁会） - アイクリニック東京（医療法人社団豊栄会） | オフィス - アサヒプリテック 東京本社 - アストモスエネルギー 本社 - 石油資源開発(JAPEX) 本社 - 中国電力 東京支店 - ダイオーズ 本社 - メディカルリソース 本社 - 新来島どっく 東京本社 - カナックス 本社 - 東和薬品 東京支社 - 旭情報サービス 本社・東京支社 - ニューワールドカンパニー 本社 - Q's fix 本社 - パトコア 本社 | オフィス等を置いている大学 - 関西大学 東京センター - 関西学院大学 東京丸の内キャンパス - 甲南大学 ネットワークキャンパス東京 - 産業能率大学 総合研究所東日本事業部 - 事業創造大学院大学 - 西南学院大学 東京オフィス - 東京大学 先端科学技術研究センター - 東北大学 東京分室 - 新潟医療福祉大学 - 北海道大学 東京オフィス - 立命館大学 東京キャンパス - 流通科学大学 東京オフィス |

### 高層部
27階～34階には中央部に吹き抜けを有するホテルメトロポリタン丸の内が配された。オフィスのコアへの影響を抑えるため、シャトルエレベーター方式を採用。シングル、ツインを中心とした宿泊主体型で343室が設けられた。

## 画像一覧

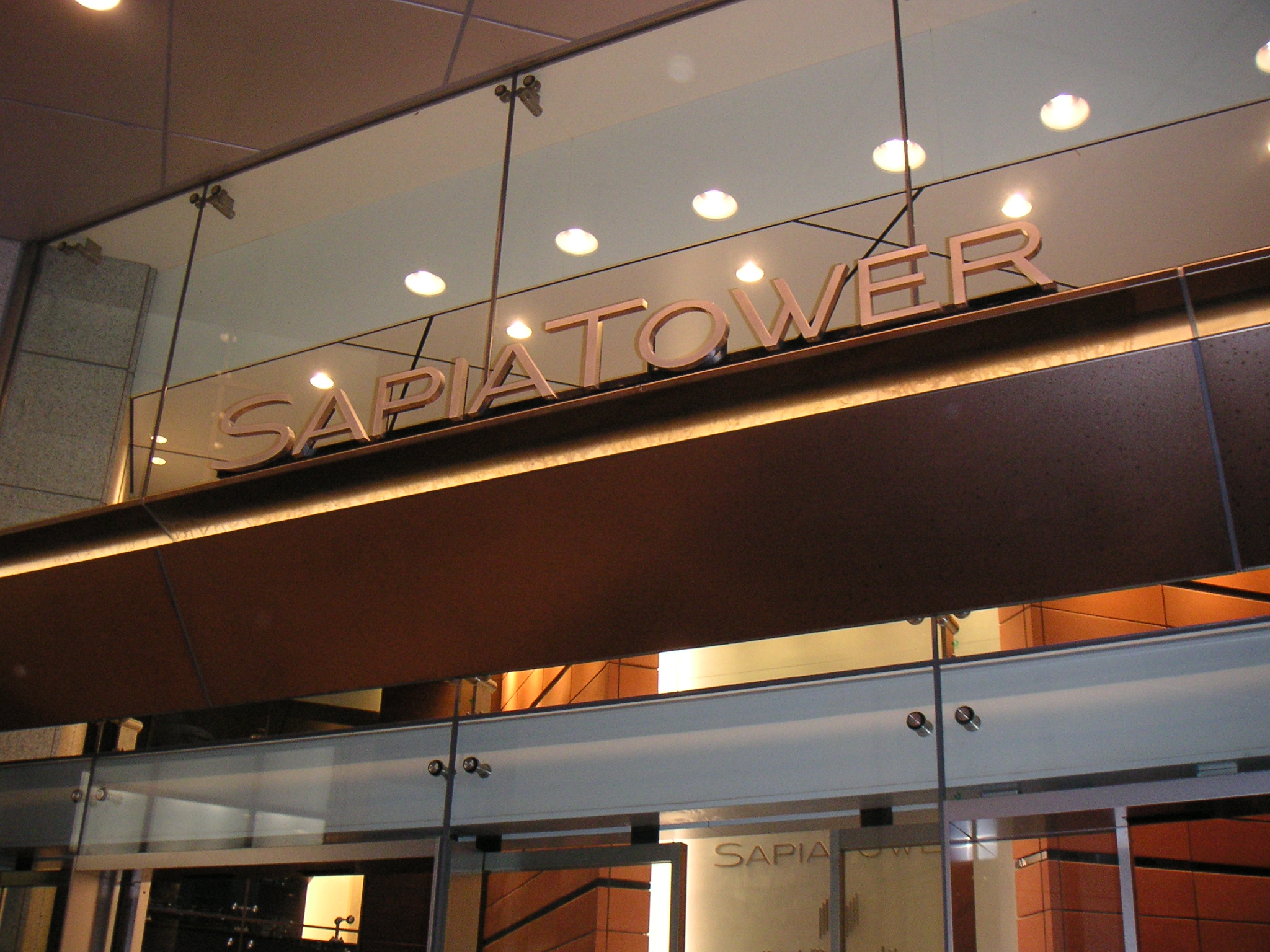
サピアタワー
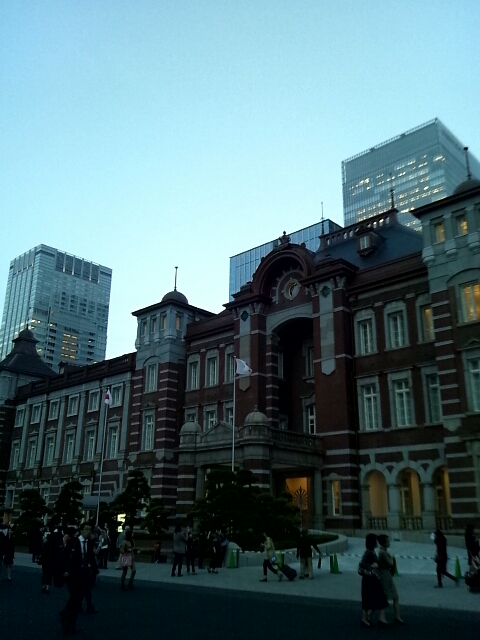
東京駅左奥のビルがサピアタワー